# لي ستيفنسون
لي ستيفنسون (بالإنجليزية: Lee Stevenson)‏ (1 يونيو 1984 بشفيلد في المملكة المتحدة - ) هو لاعب كرة قدم بريطاني في مركز الوسط. لعب مع ستوكبورت كونتي وEastwood Town F.C. ‏ وBelper Town F.C. ‏ وKing's Lynn Town F.C. ‏ وAlfreton Town F.C. ‏ ونادي مانسفيلد تاون ونادي كينغز لين.

## وصلات خارجية
- لي ستيفنسون على موقع قاعدة بيانات كرة القدم.إي يو (الإنجليزية)
- لي ستيفنسون على موقع Soccerbase.com (لاعب) (الإنجليزية)